# 請福酒造

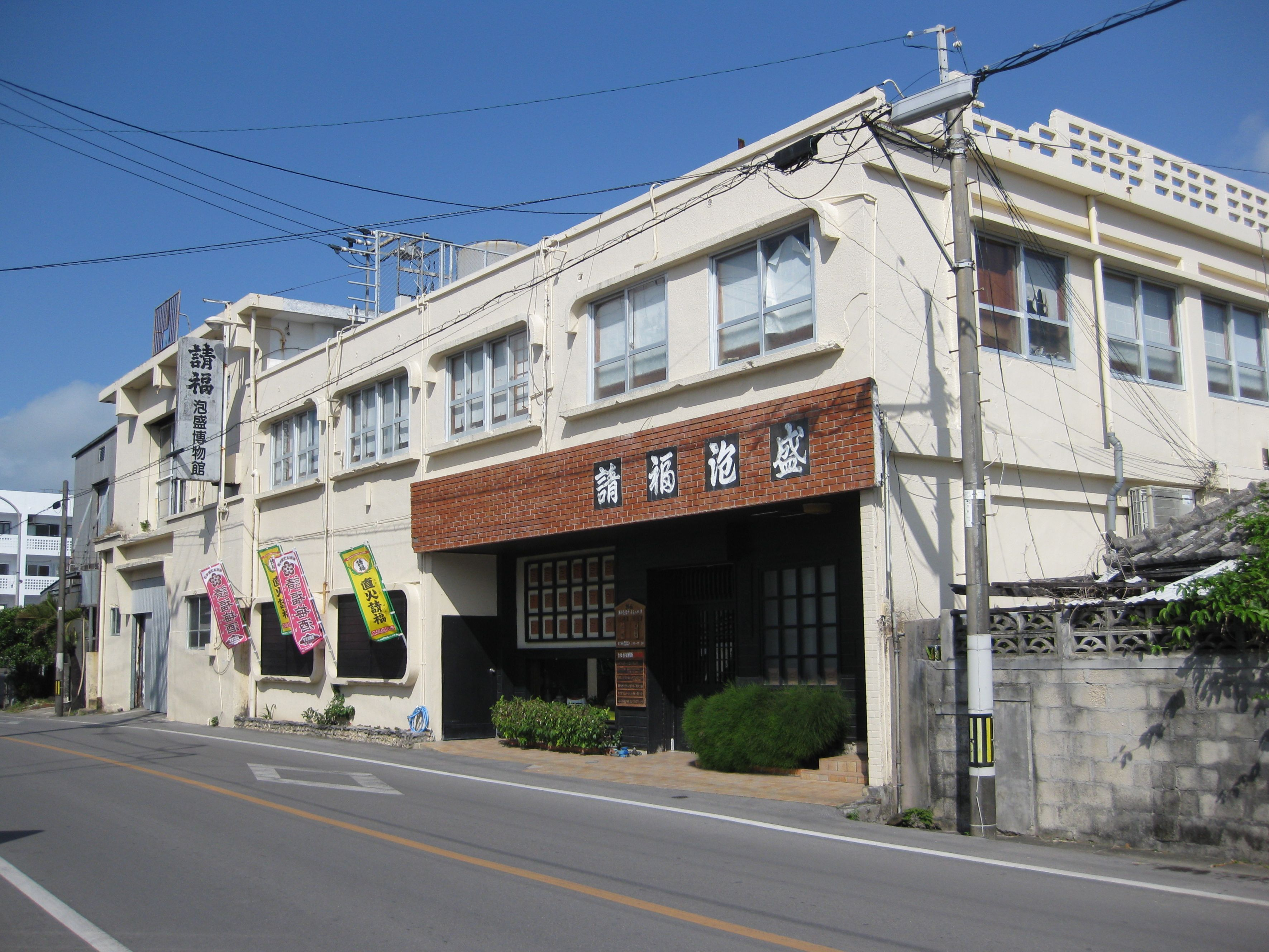
漢那蒸留所

請福酒造有限会社（せいふくしゅぞう）は、沖縄県石垣市の石垣島に本社を置く1949年創業の泡盛の蔵元である。
2024年（令和6年）に沖縄唯一の日本酒製造で知られた泰石酒造（沖縄県うるま市）について、酒類卸の南島酒販（沖縄県西原町）とともに事業承継することになり日本酒造りの拠点も石垣島に移されることになった。

## 所在地
- 本社：沖縄県石垣市字宮良959番地
- 那覇営業所：沖縄県浦添市内間5丁目4番1号[2]

## 沿革
漢那憲副が農業や運送業を営むかたわら酒造免許を取得し創業した。当初は鹿児島の焼酎メーカーに住みこみしてノウハウを習得するなどの苦労があった。
- 1949年（昭和24年） - 漢那酒屋が石垣市新川（現在地）において酒造りを始める[5]。
- 1952年（昭和27年） - 八重山で初めて計り売り販売から、レッテル（カラーラベル）を貼った瓶詰め販売を始める[5]。
- 1983年（昭和58年）
  - 泡盛業界初の「減圧蒸留式泡盛」を発売[5]。
  - KDDの発案により異業種交流の商品「海の道」発売[6]。
- 1986年（昭和61年） - 漢那憲仁が代表取締役社長となる。沖縄で最初の泡盛博物館「請福酒造泡盛博物館」オープン[5]。
- 1992年（平成4年） - 請福酒造有限会社に社名を変更[5]。
- 1994年（平成6年） - 請福「古酒」が沖縄県知事賞を受賞[5]。
- 1999年（平成11年） - 岩手県産米「かけはし」を使用して造った純情泡盛「南雪」を岩手限定で販売[7][8]。
- 2000年（平成12年） - 八重山産米「ひとめぼれ」を原料として造った「やいま」発売[5]。
- 2001年（平成13年） - 請福酒造独自の直火釜蒸留器を開発。看板商品「請福」をボイラー蒸留機から請福独自の直火釜蒸留器での製法に切り替え「直火請福」としてリニューアル発売[5]。
- 2002年（平成14年） - 業界初完全無濾過泡盛「ひとときのちゅら〜一瞬の美味〜」を発表[5]。
- 2004年（平成16年） - 古酒表示厳格化に伴い「請福ビンテージ」を発売[5]。
- 2005年（平成17年） - 春季全国酒類コンクール泡盛部門で「直火請福」が2位受賞[5]。
- 2006年（平成18年） - 泡盛博物館内に古式手造り泡盛漢那蒸留所オープン[5]。
- 2010年（平成22年）2月11日 - 美少女キャラクターを採用した泡盛「萌える泡盛 琉Q銘酒あわもえ」を発売[9]。
- 2011年（平成23年）1月 - 本社を石垣市新川から宮良に移転[5]。
- 2014年（平成26年）
  - 4月16日 - 泡盛博物館休館[10]、漢那蒸留所の見学中止[11]。
  - 4月 - 売店を石垣市新川から宮良の本社に移転[5]。
  - 11月 - 本社売店にて工場見学を開始[5]。
- 2016年（平成28年）7月 - 本社売店及び工場見学を休止[5]。
- 2017年（平成29年）4月 - 本社売店を再開[5]。

## 代表銘柄

### 泡盛
- 直火請福（じかびせいふく） - 直火式地釜蒸留（30度（黄色ラベル）、43度（黒ラベル））[12]
- 請福ビンテージ - 古酒3年100%（30度、43度）[12]
- 請福ファンシー - 冬季限定の一般酒（35度）[12]
- 減圧泡盛請福 - 減圧式蒸留（25度）[12]
- やいま - 八重山産「ひとめぼれ」使用、減圧蒸留（30度）[12]
- いりおもて - 西表島の湧水を使用（30度）[12]
- 朱の眠り - 新酒と古酒をブレンドした長期熟成古酒、八重山地域限定（35度）[12]
- 海の道 - 古酒51%、沖縄県内限定（25度）[12]
- ひとときのちゅら〜一瞬の美味〜 - 完全無濾過、古式蒸留、事前予約生産・酒造所直販商品（43度）[12]
- サキタリヤーおかみのごちそう泡盛 - 漢那蒸留所製造、完全無濾過、古式蒸留、酒造所直販商品（43度）[12]
- 1982 - 1982年に仕込んだ古酒100%（40度）[12]

### リキュール
- 請福梅酒 - 泡盛仕込みの梅酒（12度）[12]
- 請福ゆずシークヮーサー - [13]
- 珈琲琉球流 - 泡盛「やいま」をベースにしたコーヒーリキュール（12度）[12]